# Geodimmockius explanatus
Geodimmockius explanatus is een keversoort uit de familie lieveheersbeestjes (Coccinellidae). De wetenschappelijke naam van de soort is voor het eerst geldig gepubliceerd in 1930 door Chapin.